# Detektorarray
Als Detektorarray oder Sensorarray wird eine Gruppe von Sensoren (Detektoren) bezeichnet, die in der Regel in einem bestimmten geometrischen Muster angeordnet sind und zur Erfassung und Verarbeitung elektromagnetischer oder akustischer Signale verwendet werden. Es werden mehrere, teils verschiedenartige Sensoren miteinander verknüpft, um ein Signal effektiver und/oder auf mehreren Kanälen empfangen zu können.

## Aufbau
Detektorarrays gibt es in verschiedenen geometrischen Aufbauarten, einschließlich linearer, kreisförmiger, ebener, zylindrischer und sphärischer Arrays. Es gibt auch Detektorarrays mit beliebiger Konfiguration, die komplexere Signalverarbeitungstechniken für die Parameterschätzung erfordern.

## Anwendung
Der Vorteil der Verwendung eines Detektorarrays mit gleichartigen Sensoren gegenüber einem einzelnen Sensor liegt darin, dass die Signalstärke und -qualität verbessert wird. Bei Verwendung von verschiedenartigen Sensoren liegt der Vorteil darin, dass ein Array neue Dimensionen zur Beobachtung hinzufügt, was die Schätzung (genauestmögliche Bestimmung) von mehr Parametern ermöglicht und die Schätzgenauigkeit verbessert wird. Zudem kann ein Detektorarray häufig schneller reagieren als ein einzelner Sensor. Beispielsweise kann ein Array aus Radioantennenelementen, das für Beamforming eingesetzt wird, den Antennengewinn in Richtung des Signals erhöhen und gleichzeitig den Gewinn in anderen Richtungen verringern, wodurch das Signal-Rausch-Verhältnis (SNR) verbessert wird, indem das Signal kohärent verstärkt wird. Ein weiteres Anwendungsgebiet für Detektorarrays ist die Schätzung der Einfallsrichtung elektromagnetischer Wellen. Das zugehörige Verarbeitungsverfahren wird als Arraysignalverarbeitung bezeichnet. Detektorarrays werden außerdem auch in der Fingerabdruckerkennung eingesetzt, bei der chemische Detektorarrays mehrere chemische Sensoren in komplexen Gemischen oder Umgebungen nutzen. Mithilfe der Arraysignalverarbeitung können die zeitlichen und räumlichen Eigenschaften und Parameter der einfallenden Signale, die durch Rauschen gestört und in den vom Detektorarray erfassten Daten verborgen sind, geschätzt und sichtbar gemacht werden. Dies wird als Parameterschätzung bezeichnet. Anwendungsbeispiele für die Arraysignalverarbeitung umfassen Radar/Sonar, drahtlose Kommunikation, Seismologie, Zustandsüberwachung von Maschinen, astronomische Beobachtungen, Fehlerdiagnose und mehr.

## Beispiele für Detektorarrays

### Antennenarrays
- Elektromagnetisches Antennenarray: Eine geometrische Anordnung von Antennenelementen mit einer gezielten Beziehung zwischen deren Strömen, die zusammen eine einzelne Antenne bilden, um ein gewünschtes Strahlungsmuster zu erzielen. Beispiel: Hausantenne
- Richtungsarray: Ein Array aus Antennen, das auf Richtwirkung optimiert ist.
- Phased Array: Ein Antennenarray, bei dem die Phasenverschiebungen und Amplituden der Antennen elektronisch angepasst werden, um das Richtmuster des Antennensystems zu steuern, ohne bewegliche Teile zu verwenden.
- Smart-Antenne: Ein Phased Array, bei dem ein Signalprozessor Phasenverschiebungen berechnet, um die Empfangs- und/oder Sendeleistung zu einem Empfänger dynamisch zu optimieren, wie es zum Beispiel bei Mobilfunkmasten der Fall ist.
- Digitales Antennenarray: Eine Smart-Antenne mit mehreren digitalen Beamforming-Kanälen, die üblicherweise mittels FFT (Fast Fourier Transform) realisiert wird.
- Interferometrisches Array aus Radioteleskopen oder optischen Teleskopen: Wird verwendet, um durch interferometrische Korrelation eine hohe Auflösung zu erzielen.
- Watson-Watt-/Adcock-Antennenarray: Verwendet die Watson-Watt-Technik, bei der zwei Adcock-Antennenpaare zur Amplitudenvergleichsmessung des eingehenden Signals genutzt werden.

### Akustische Arrays
- Mikrofonarray: Wird in der akustischen Messung und im Beamforming eingesetzt.
- Lautsprecherarray: Wird ebenfalls in der akustischen Messung und im Beamforming eingesetzt.

### Weitere Arrays
- Geophonarray: Wird in der Reflexionsseismologie eingesetzt.
- Sonararray: Ein Array aus Hydrophonen, das in der Unterwasserbildgebung verwendet wird.
- Bildsensoren von Digitalkameras.